# ریکو (کلرادو)
ریکو (به انگلیسی: Rico) شهری در ایالت کلرادو کشور ایالات متحده آمریکا است که جمعیت آن در سرشماری سال ۲۰۱۰ میلادی، ۲۶۵ نفر بوده‌است.